# Sky Georgia
Sky Georgia – nieistniejąca gruzińska linia lotnicza z siedzibą w Tbilisi, której głównym węzłem był port lotniczy Tbilisi. 

## Historia
Linia została założona w 1998 pod nazwą Air Bisec, w 2004 przemianowane na Georgian National Airlines. W 2008 linia została kupiona przez amerykański fundusz inwestycyjny Sky Group, po czym zmienił nazwę na obecną. 
W październiku 2009 linia ogłosiła zaprzestanie realizacji połączeń pasażerskich i skupienie się na lotach cargo. W styczniu 2011 linia zawiesiła prowadzenie całej swojej działalności. 